# Гугенберг, Альфред
Альфред Эрнст Кристиан Александр Гугенберг (нем. Alfred Ernst Christian Alexander Hugenberg; 19 июня 1865, Ганновер — 12 марта 1951, Кюкенбрух) — немецкий предприниматель и политик.
Его концерн контролировал половину немецкой прессы и внес значительный вклад в разрушение Веймарской республики с помощью националистической и антидемократической пропаганды. Рейхсминистр в первом кабинете Адольфа Гитлера в 1933 году.

## Биография
Родился в Ганновере в семье советника королевского ганноверского казначейства, а затем члена Прусского земельного собрания Карла Гугенберга (1836–1882) и его жены Эрнесте, урождённой Адикес (1841–1917).
В 1883—1888 годах изучал юриспруденцию в Гёттингене, Гейдельберге и Берлине. В 1888 году в Страсбурге защитил докторскую диссертацию. С 1888 по 1890 год служил в армии. В 1891 году вместе с Карлом Петерсом учредил Всеобщий германский союз (с 1894 года Пангерманский союз), который занимался поддержкой национального сознания, защитой интересов немцев за границей и германской внешней политикой. Некоторое время был председателем союза. С 1894 года по 1899 год был правительственным асессором в прусской комиссии по делам поселенцев в Позене. Рассматривал свою работу как национальную борьбу против Польши.
В 1900 году женился на Гертруде Адикес (1878–1960, своей троюродной сестре), дочери тогдашнего обер-бургомистра Франкфурта-на-Майне Франца Адикеса. В этом браке родились сын и три дочери.
В 1903—1907 годах работал советником в прусском министерстве финансов, в 1907—1908 годах — директором горно-металлургического банка во Франкфурте-на-Майне.
В 1909—1918 годах был председателем дирекции «Фридрих Крупп АГ» в Эссене.
В 1916 году, купив издательство Августа Шерля и второе по величине немецкое информационное агентство «Телеграфен-Унион», приступил к созданию так называемого концерна Гугенберга, в который вошли издательство, информационные и рекламные агентства, кинокомпании и многочисленные газеты. К началу 1920-х годов в первую очередь посредством информагентств оказывал большое влияние на печать правого толка.
В 1918 году вступил в Немецкую национальную народную партию (НННП), с 1919 года представлял её в рейхстаге. Стал председателем НННП после её провала на выборах в 1928 году.
Гугенберг был приверженцем идей радикального национализма. Он надеялся свергнуть Веймарскую республику и установить авторитарную форму правления.
До 1933 года сотрудничал с Национал-социалистической немецкой рабочей партией, в 1932 году поддержал Франца фон Папена. В первом кабинете Гитлера стал министром экономики, сельского хозяйства и продовольствия. В июне 1933 года был вынужден сложить с себя полномочия министра, но остался депутатом рейхстага.
После Второй мировой войны был задержан англичанами. В 1949 году был признан «попутчиком», не несущим правовой ответственности за нацистские преступления. 
Умер 12 марта 1951 года в Кюкенбрухе.